# Танець духів

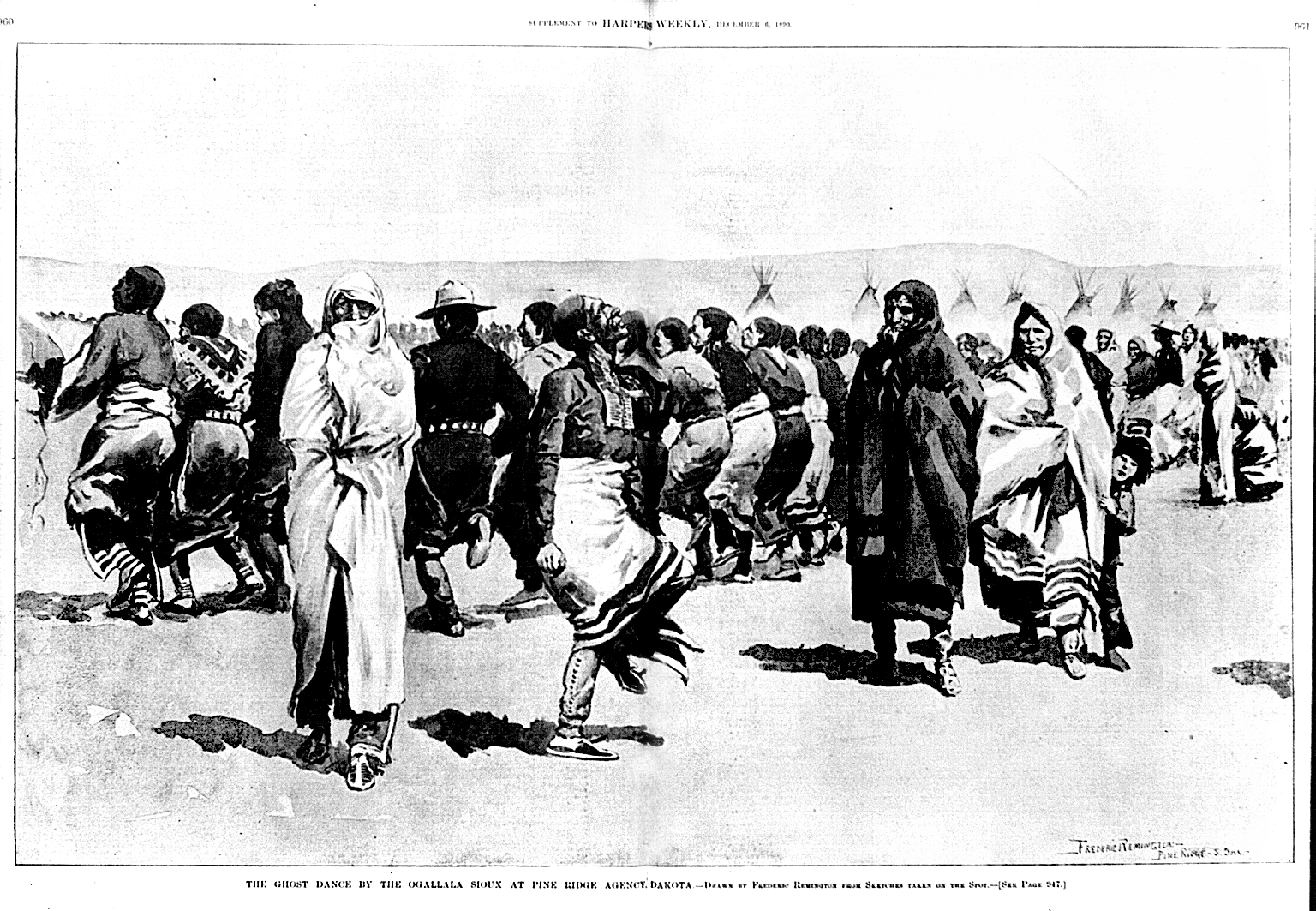
Танець духів 1889—1891 років Оглала Лакота в Пайн-Ріджі. Ілюстрація західного художника Фредеріка Ремінгтона, 1890 рік.

Танець духів (Caddo: Nanissáanah, також званий Танець привидів 1890 року) — це церемонія, включена в численні системи вірувань корінних американців. Згідно з вченням духовного лідера північних пают Вовоки (перейменованого на Джека Вілсона), правильна практика танцю возз'єднає живих із духами померлих, змусить духів боротися за них, припинить експансію Америки на захід і принесе мир, процвітання та єдності корінних американських народів у всьому регіоні.
Основою танцю духів є круговий танок, традиційний танець корінних американців. Танець привидів вперше здійснили Північні Паюти Невади в 1889 році. Практика охопила більшу частину західної частини Сполучених Штатів, швидко досягнувши районів Каліфорнії та Оклахоми. У міру того як Танець духів поширювався від свого первісного джерела, різні племена синтезували вибіркові аспекти ритуалу зі своїми віруваннями.
Танець духів асоціюється з пророцтвом Вовоки про припинення колоніальної експансії, проповідуючи цілі чистого життя, чесного життя та міжкультурної співпраці корінних американців. Вважалося, що практика руху «Танець духів» сприяла опору Лакота асиміляції відповідно до Закону Дауеса. Варіація танцю привидів Лакота тяжіла до міленаризму, інновація, яка відрізняла інтерпретацію Лакота від оригінального вчення Джека Вілсона. Каддо досі практикують танець привидів.

## Історія

### Вплив Paiute

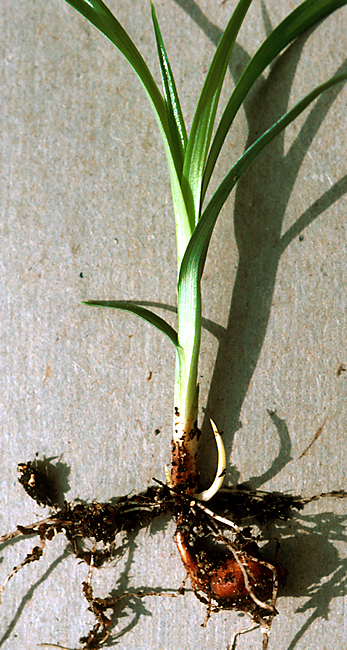
Cyperus esculentus, корінь, який вживали в їжу північні паюти

Північні паюти, що мешкали в Мейсон Веллі, на території теперішнього штату Невада США, були відомі під загальною назвою Tövusidökadö (поїдачі бульби) під час контакту Європою.  Громада Північного Пейуте в цей час процвітала на основі рибальства, полювання на дичину та видобутку кедрових горіхів і коренів, таких як Cyperus esculentus.
Tövusidökadö, як правило, слідував за різними духовними лідерами та громадськими організаторами. Громадські заходи зосереджувалися на дотриманні церемоній, таких як жнива чи полювання. У 1869 році Хоторн Водзивоб, чоловік Пайют, організував серію танців для громади, щоб оголосити про своє видіння. Він розповідав про подорож до країни мертвих і про обіцянки, дані йому душами нещодавно померлих. Вони пообіцяли повернутися до своїх близьких протягом трьох-чотирьох років.
Однолітки Водзівоба прийняли це бачення, ймовірно, через його авторитетний статус цілителя. Він закликав населення танцювати звичайне коло, як це було прийнято під час святкування. Він продовжував проповідувати цю звістку протягом трьох років за допомогою місцевого знахаря на ім'я Тавібо, батька Вовоки.
Перед релігійним рухом Водзівоба в 1867 році спалахнула руйнівна епідемія черевного тифу. Ця та інші європейські хвороби вбили приблизно одну десяту всього населення, що призвело до широкомасштабної психологічної та емоційної травми. Розлад приніс розлад економічній системі та суспільству. Багатьом сім'ям було заборонено продовжувати кочовий спосіб життя.

### Вплив хороводу
Круговий танок зазвичай виконується навколо особи, яка веде церемонію. Хороводи можуть бути обрядовими або суто соціальними. Зазвичай танцюристів супроводжує група співаків, які також можуть грати на ручних барабанах в унісон. Танцюристи беруться за руки, утворюючи велике коло.
Під час своїх досліджень північно-західних племен Тихого океану антрополог Леслі Спір використовував термін «пророчі танці» для опису церемоніальних танців, де учасники шукають трансу, закликів і пророцтв. Спайер вивчав народи Колумбійського плато (регіон, що включає Вашингтон, Орегон, Айдахо та частини західної Монтани). Під час його навчання єдиними танцями, які йому дозволяли бути свідком, були соціальні танці або ті, які вже включали християнські елементи, що ускладнювало дослідження походження кругових танців.

## Пророк

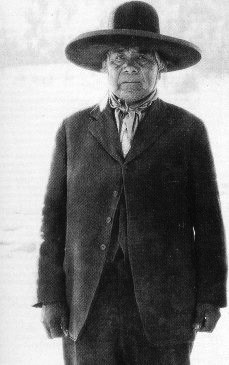
Вовока — духовний лідер північних пают і творець танцю привидів

Вважається, що Джек Вілсон, пророк, відомий як Вовока, мав видіння під час сонячного затемнення 1 січня 1889 року. Повідомляється, що це було не вперше його видіння, але, будучи молодим, він стверджував, що тоді був краще духовно підготовлений, щоб сприймати це повідомлення. Джек пройшов навчання у досвідченого святого чоловіка під керівництвом своїх батьків після того, як вони зрозуміли, що йому важко тлумачити свої попередні видіння. Джек також навчався на знахаря, йдучи по стопах свого батька. Він був відомий у всій Мейсон-Веллі як талановитий і благословенний молодий лідер. Проповідуючи послання всесвітньої любові, він часто керував круговими танцями, які символізували небесний шлях сонця по небу.
Антрополог Джеймс Муні провів інтерв'ю з Вілсоном до 1892 року. Муні підтвердив, що його послання збігалося з повідомленням, надісланим його співвітчизникам-індійцям. Це дослідження порівнювало листи між племенами. За словами Муні, у листі Вілсона говориться, що він стояв перед Богом на небесах і бачив багатьох своїх предків, які займалися своїми улюбленими розвагами, і що Бог показав Вілсону прекрасну землю, наповнену дичиною, і наказав йому повернутися додому, щоб розповісти своїм людям, що вони треба любити один одного, а не сваритися. Він також заявив, що Ісус перевтілюється на Землі в 1892 році, що люди повинні працювати, а не красти чи брехати, і що вони не повинні брати участь у старих практиках війни або традиційних практиках самокалічення, пов'язаних з оплакуванням мертвих. Він сказав, що якби його народ дотримувався цих правил, він був би об'єднаний зі своїми друзями та сім'єю в іншому світі, і в присутності Бога не було б хвороб, хвороби чи старості.
Муні пише, що Вілсону дали Танець духів і наказали повернути його своїм людям. Він проповідував, що якщо п'ятиденний танець виконуватиметься в належні проміжки часу, виконавці забезпечать своє щастя і прискорять возз'єднання живих і померлих. Вілсон сказав, що Творець дав йому повноваження над погодою і що він буде заступником, відповідальним за справи на заході США, залишивши нинішнього президента Гаррісона заступником Бога на Сході. Джек стверджує, що тоді йому сказали повернутися додому і проповідувати Боже послання.
Джек Вілсон стверджував, що покинув присутність Бога, переконаний, що якщо кожен індіанець на Заході станцюватиме новий танець, щоб «прискорити подію», усе зло у світі буде зметено, залишивши оновлену Землю, наповнену їжею, любов'ю та віра. Нова релігія, яку швидко прийняли його брати Паюти, отримала назву «Танець у колі». Оскільки перший європейський контакт з цією практикою відбувся через Лакота, їхній вислів «Танець духу» було прийнято як описову назву для всіх таких практик. Пізніше це було перекладено як «Танець духів».

## Поширення послання пророка
Через корінних американців і деяких білих поселенців послання Вільсона поширилося більшою частиною західної частини Сполучених Штатів. На початку релігійного руху багато племен посилали своїх членів для розслідування самопроголошеного пророка, тоді як інші громади надсилали делегатів лише для того, щоб бути сердечними. Незалежно від своїх початкових спонукань, багато хто пішов віруючими і повернувся на батьківщину, проповідуючи його послання. Танець привидів також досліджували багато мормонів з Юти, для яких концепції індійського пророка були знайомі і часто сприймалися.

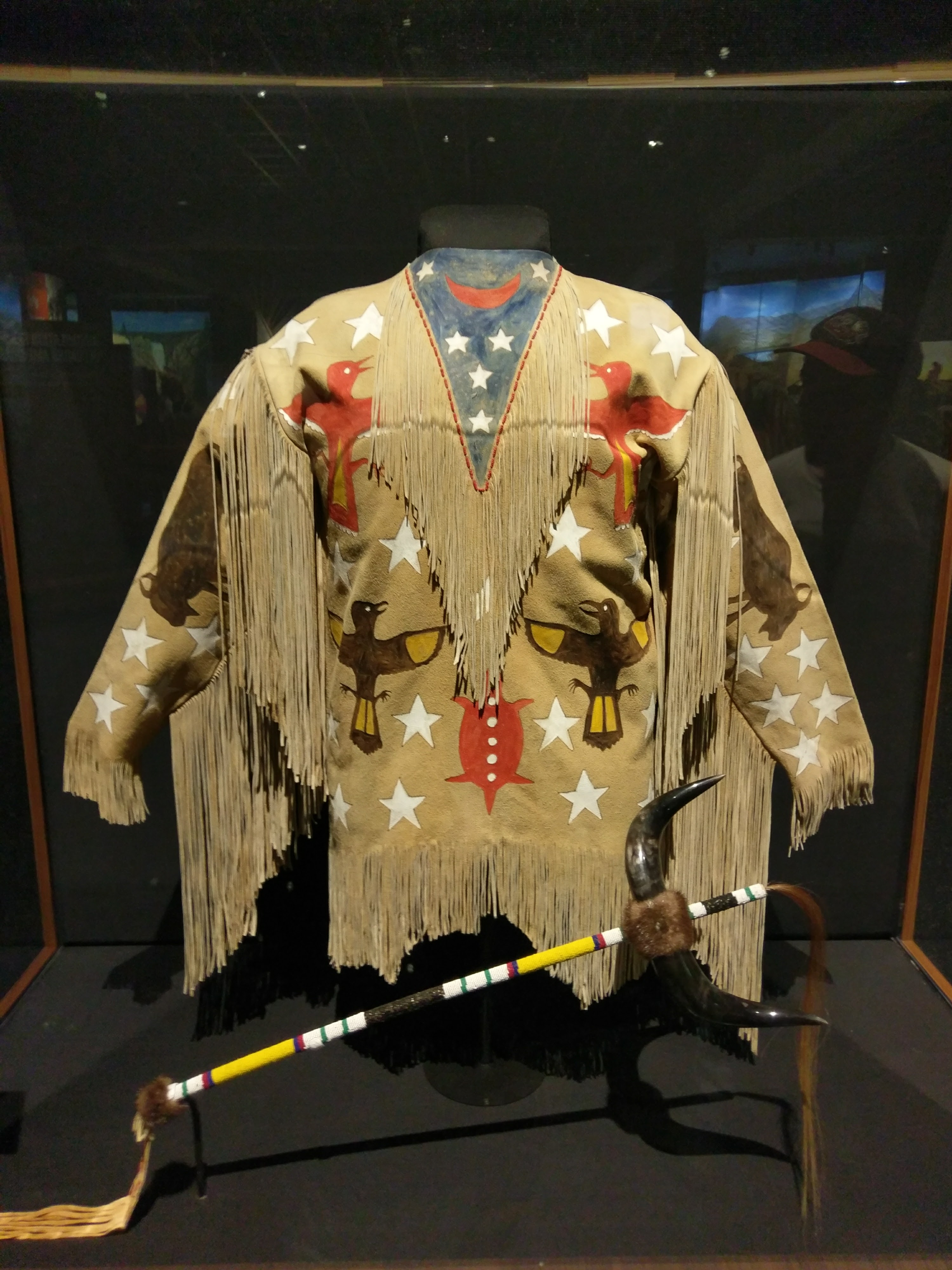
Сорочка духів із оленячої шкіри арапахо, приблизно 1890 рік

Удосконаленням концепції танцю привидів стала розробка сорочок духів, які були спеціальним одягом, який могли носити воїни. Подейкували, вони відбивали кулі за допомогою духовної сили. Невідомо, звідки виникла ця віра. Вчені вважають, що в 1890 році вождь Брикаючийся Ведмідь, представив цю концепцію своєму народу, лакота а Джеймс Муні стверджував, що найімовірнішим джерелом є храмовий одяг мормонів (який, на думку мормонів, захищає благочестивого власника від зла).
Інтерпретація Лакота спиралася на їхню традиційну ідею «оновленої Землі», на якій «усе зло змито». Ця інтерпретація Лакота передбачала виселення всіх європейських американців з їхніх земель:

## Політичний вплив
У лютому 1890 року уряд Сполучених Штатів розірвав угоду Лакота, змінивши Велику резервацію Сіу в Південній Дакоті (територія, яка раніше охоплювала більшу частину штату) і розділивши її на п'ять менших резервацій. Уряд приймав білих зі сходу Сполучених Штатів; крім того, він мав на меті «розірвати племінні стосунки» та «пристосувати індіанців до звичаїв білої людини, мирним шляхом, якщо вони захочуть, або силою». У зв'язку зі скороченими резерваціями уряд виділив сімейні одиниці на 320 акрів (1,3 км2) ділянок для індивідуального домоволодіння. Очікувалося, що Лакота будуть займатися землеробством і розводити худобу, а також віддавати своїх дітей до шкіл-інтернатів. З метою асиміляції в школах вивчали англійську мову та християнство, а також американські культурні практики. Як правило, вони забороняли включення індійських традиційних культур і мов.
Щоб підтримати лакота в перехідний період, Бюро у справах індіанців (BIA) мало забезпечити лакота їжею та найняти білих фермерів вчителями для народу. Сільськогосподарський план не врахував труднощів, які мали б фермери Лакоти, намагаючись вирощувати зернові культури в напівпосушливому регіоні Південної Дакоти. Наприкінці вегетаційного періоду 1890 року, періоду сильної спеки та малої кількості опадів, стало зрозуміло, що земля не здатна давати значні сільськогосподарські врожаї. На жаль, це був також час, коли терпіння уряду у підтримці так званих «лінивих індіанців» закінчилося. Вони вдвічі скоротили пайки для лакота. Через те, що кілька років тому бізони були практично знищені, лакота опинилися під загрозою голодної смерті.
Люди звернулися до ритуалу Танцю привидів, який налякав наглядових агентів BIA. Ті, хто проживав у цій місцевості протягом тривалого часу, визнавали, що ритуал часто проводився незадовго до битви. Кікінґ Беар був змушений залишити Стоячу Скелю, але коли танці не вщухали, агент Джеймс Маклафлін попросив більше військ. Він стверджував, що духовний лідер Hunkpapa Сидячий Бик був справжнім лідером руху. Колишній агент Валентайн МакГіллікадді не бачив нічого надзвичайного в танцях і висміяв паніку, яка, здавалося, охопила агентства, сказавши:
Тим не менш, тисячі додаткових солдатів армії США були розміщені в резервації. 15 грудня 1890 року Сидячий Бик був заарештований за те, що не зміг перешкодити своїм людям практикувати Танець привидів. Під час інциденту один із людей Сидячий Бик, Ловець Ведмідя, вистрілив у лейтенанта, влучивши йому в правий бік. Він миттєво повернувся і вистрілив у Сидячого Бика, влучивши йому в лівий бік, між десятим і одинадцятим ребрами; цей обмін призвів до смертей з обох сторін, включаючи загибель Сидячого Бика.

## Поранене Коліно
Лідером мініконджу, відомим як Велика Нога або Лось Плямистий, став об'єктом інтересу з боку армії США через свою роль у «створенні неприємностей». У дорозі на зустріч іншим вождям Лакота 29 грудня 1890 року його зупинили. Офіцери армії США змушували його і його людей переїхати до невеликого табору, розташованого поруч із агентством Пайн-Рідж, щоб мати більшу контроль над ними. Вечором 28 грудня, невелика група Лакота оселилася на березі річки Вундед-Ні-Крік. Наступного дня, під час спроби офіцерів забрати зброю у загоні, молодий глухий воїн Лакота відмовився віддати її. Це спричинило бійку. Один з американських офіцерів наказав відкрити вогонь, і Лакота відповіли, взявши зброю, яку раніше вилучили у них. Американські сили відповіли застосуванням карабінів і кількох швидкострільних легких артилерійських гармат Гочкіса, розташованих на пагорбі. По закінченню сутички загинули 25 американських солдатів, багатьох з них вбили власні співвійськовці. Загалом серед 153 померлих Лакота переважали жінки та діти. Після різанини вождь Кикуючого Ведмедя офіційно передав свою зброю генералу Нельсону А. Майлзу.

## Наслідки
Двадцять американських солдатів отримали медалі Пошани за свої дії (деякі джерела називають 18 або 23). Американські індіанці та правозахисники називали їх «Медалями безчесті» та закликали скасувати нагороди, але жодна з них ніколи не була відкликана.
Після різанини в Вундед-Ні відкрита участь у русі «Танець привидів» поступово зменшилася через страх продовження насильства проти практикуючих. Як і більшість індійських церемоній, вона стала таємною, а не повністю зникла.
Конгрес офіційно вибачився за різанину в Вундед-Ні в 1990 році, але тоді не скасував жодної почесної медалі.

## Відмова
Незважаючи на широке визнання руху танцю духів, лідери навахо описали танець як «нікчемні слова» в 1890 році Через три роки Джеймс Муні прибув до резервації навахо на півночі Аризони під час вивчення руху танцю привидів і виявив, що навахо ніколи не включали цей ритуал у своє суспільство.
Кехо вважав, що рух не набув популярності серед племені через вищий рівень соціальної та економічної задоволеності навахо на той час. Іншим фактором були культурні норми серед навахо, які прищеплювали страх перед привидами та духами на основі релігійних вірувань.

## Сьогодні
Різанина у Вундед-Ні не була кінцем релігійного руху «Танець привидів». Натомість воно пішло в підпілля. Вовока продовжував поширювати своє повідомлення разом із Брикаючимся Ведмедем, Коротким Биком та іншими духовними лідерами.
Під час інциденту Вундед-Ні 1973 року чоловіки та жінки Лакота, включно з Мері Брейв Берд, виконали церемонію танцю привидів на місці, де були вбиті їхні предки. У своїй книзі Lakota Woman Brave Bird написала, що танці привидів продовжують бути приватними церемоніями.